# Arkebek
Arkebek település Németországban, Schleswig-Holstein tartományban. Lakosainak száma 229 fő (2023. december 31.).

## Népesség
A település népességének változása:
| Lakosok száma | 210  | 214  | 198  | 226  | 220  | 231  | 229  |
|               | 1975 | 2014 | 2017 | 2019 | 2021 | 2022 | 2023 |